# Hausen (powiat Kelheim)
Hausen – miejscowość i gmina w Niemczech, w kraju związkowym Bawaria, w rejencji Dolna Bawaria, w regionie Ratyzbona, w powiecie Kelheim, wchodzi w skład wspólnoty administracyjnej Langquaid. Leży około 12 km na południowy wschód od Kelheim, przy autostradzie A93.

## Demografia
| Rok  | Liczba mieszk. |
| ---- | -------------- |
| 1970 | 1 582          |
| 1987 | 1 720          |
| 2000 | 1 966          |

## Polityka
Wójtem jest Alfons Haumer, jego poprzednikiem był Maximilian Schober.

## Oświata
(na 1999)

W gminie znajduje się przedszkole (50 miejsc i 73 dzieci) oraz szkoła podstawowa (8 nauczycieli, 113 uczniów).